# Lightnin'
Lightnin é um filme norte-americano de 1925, do gênero comédia, dirigido por John Ford. Foi baseado em uma peça de sucesso de mesmo nome. O filme foi refilmado por Henry King para Fox em 1930 como um dos primeiros filmes sonoros estrelado por Will Rogers, com o apoio da Louise Dresser e Joel McCrea.

## Elenco
- Jay Hunt - William 'Lightnin' Bill' Jones
- Wallace MacDonald - John Marvin
- Richard Travers - Mr. Raymond Thomas
- J. Farrell MacDonald - Judge Lemuel Townsend
- Otis Harlan - Zeb
- Edythe Chapman - Mrs. Bill Jones
- Madge Bellamy - Miss Millie Jones
- Ethel Clayton - Margaret Davis
- Brandon Hurst - Everett Hammond
- James A. Marcus - Xerife Blodgett